# Бризицкий, Дмитрий Михайлович
Дмитрий Михайлович Бризицкий (укр. Дмитро Михайлович Бризицький; род. 28 сентября 1934 год) — украинский советский хозяйственный деятель, председатель колхоза имени XX съезда КПСС Городокского района Львовской области. Герой Социалистического Труда (1976).
Родился 1934 году в крестьянской семье. В 1945 году вместе с семьёй был переселён в поселок Великий Любень на Львовщине. Проходил срочную службу в Советской Армии. Член КПСС. С середины 1950-х годов — секретарь партийной организации, председатель колхоза имени ХХ съезда КПСС посёлка Великий Любень.
Вывел колхоз в передовые сельскохозяйственные предприятия Львовской области. Указом Президиума Верховного Совета СССР от 24 декабря 1976 года «за выдающиеся успехи, достигнутые во Всесоюзном социалистическом соревновании, проявленную трудовую доблесть в выполнении планов и социалистических обязательств по увеличению производства и продажи государству зерна и других сельскохозяйственных продуктов в 1976 году» удостоен звания Героя Социалистического Труда с вручением ордена Ленина и золотой медали «Серп и Молот».
После выхода на пенсию проживал в посёлке Великий Любень.
Награды
- Герой Социалистического Труда
- Орден Ленина — дважды (сентябрь 1973; 24.12.1976)